# 下笠美穂
下笠 美穂（しもがさ みほ、1968年1月14日 - ）は、日本の女性アニメーターである。神奈川県出身。近年の参加作品では、しもがさ美穂とクレジットされることが多い。かつてアートランド、フェニックス・エンターテイメントに所属していたが、現在はフリーで活動している。夫は山下明彦。
代表作には『キューティーハニーF』、『ウルトラマニアック』、『出ましたっ!パワパフガールズZ』、『バトルスピリッツ 少年突破バシン』などがある。

## 来歴
代々木アニメーション学院を卒業後、アートランドを経て、フェニックス・エンターテイメントへ入社。『美少女戦士セーラームーン』シリーズより原画、作画監督で順調にキャリアを重ね、1995年公開の『スペシャルプレゼント 亜美ちゃんの初恋 美少女戦士セーラームーンSuperS 外伝』で初めてキャラクターデザインを担当した。
さらに1997年制作の『キューティーハニーF』でTVシリーズ初のキャラクターデザイナーを務め、頭角を現す。その後も東映アニメーション作品を中心に参加し、活動する。
かつての昭和・平成アニメ作品のキャラクターのパロディにしたキャラクターを出すこともしばしばある。近年では「キャラクターデザイン、総作画監督」という形でアニメ制作を行っている。
2008年のサンライズ制作の『バトルスピリッツ 少年突破バシン』ではキャラクターデザイナー、総作画監督を務める。その後、同作品の元となる『バトルスピリッツ』のスピリットカードのイラストレーターを務めている。

## 参加作品

### テレビアニメ
- ピーターパンの冒険（1989年、原画）
- ビリ犬なんでも商会（1989年、原画）
- 魔法使いサリー （1989年、原画）
- ジャンケンマン（1991年-1992年、原画）
- 魔法のプリンセス ミンキーモモ（1991年-1992年、作画監督・原画）
- 花の魔法使いマリーベル（1992年-1993年、原画）
- ママは小学4年生（1992年、原画）
- 美少女戦士セーラームーンシリーズ
  - 美少女戦士セーラームーン（1992-1993年、原画）
  - 美少女戦士セーラームーンR（1993-1994年、原画）
  - 美少女戦士セーラームーンS（1994-1995年、原画）
  - 美少女戦士セーラームーンSuperS（1995-1996年、作画監督・原画）
  - 美少女戦士セーラームーン セーラースターズ（1996年-1997年、作画監督・原画）
- 元気爆発ガンバルガー（1992-1993年、原画）
- ヤダモン（1992年-1993年、作画監督）
- 熱血最強ゴウザウラー（1993-1994年、アニメコスチュームデザイン・原画）
- キューティーハニーF（1997年-1998年、キャラクターデザイン・総作画監督）
- こっちむいてみい子（1998年-1999年、キャラクターデザイン）
- 銀河漂流バイファム13（1998年、原画）
- Night Walker -真夜中の探偵-（1998年、キャラクターデザイン・作画監督）
- ゴクドーくん漫遊記（1999年、キャラクターデザイン・総作画監督）
- 魔法使いTai!（1999年、原画）
- グラビテーション（2000年-2001年、キャラクターデザイン）
- ストレンジドーン（2000年、作画監督・OP原画）
- 犬夜叉（2000年、作画監督・OP原画）
- テニスの王子様（2001年-2005年、OP&ED原画）
- 機動天使エンジェリックレイヤー（2001年、OP原画）
- サイボーグ009 THE CYBORG SOLDIER（2001年-2002年、原画）
- サイキックアカデミー煌羅万象（2002年、キャラクターデザイン）
- ウルトラマニアック（2003年、キャラクターデザイン）
- GIRLSブラボー first season（2004年、OP原画）
- 出ましたっ!パワパフガールズZ（2006-2007年、キャラクターデザイン・総作画監督）
- バトルスピリッツ 少年突破バシン（2008年、キャラクターデザイン・総作画監督）
- 怪盗ジョーカー（2014-2016年、メインキャラクターデザイン、総作画監督・OP総作画監督・ED原画）

### OVA
- 超時空要塞マクロスII（1992年、原画）
- グッドモーニング・コール（2001年、キャラクターデザイン・総作画監督）
- Re:キューティーハニー（2004年、OP原画）

### 劇場アニメ
- 銀河英雄伝説 わが征くは星の大海（1988年、動画）
- スペシャルプレゼント 亜美ちゃんの初恋 美少女戦士セーラームーンSuperS 外伝（1995年、キャラクターデザイン・作画監督）
- 劇場版　キューティーハニーF（1997年、キャラクターデザイン・作画監督）
- 銀河鉄道999 エターナル・ファンタジー（1998年、作画監督補佐）

### ゲーム
- バトルスピリッツ 輝石の覇者（2009年、キャラクターデザイン（湯本佳典と共同））

### トレーディングカードゲーム
- バトルスピリッツ（イラスト・スピリットデザイン）